# Pla Ceibal

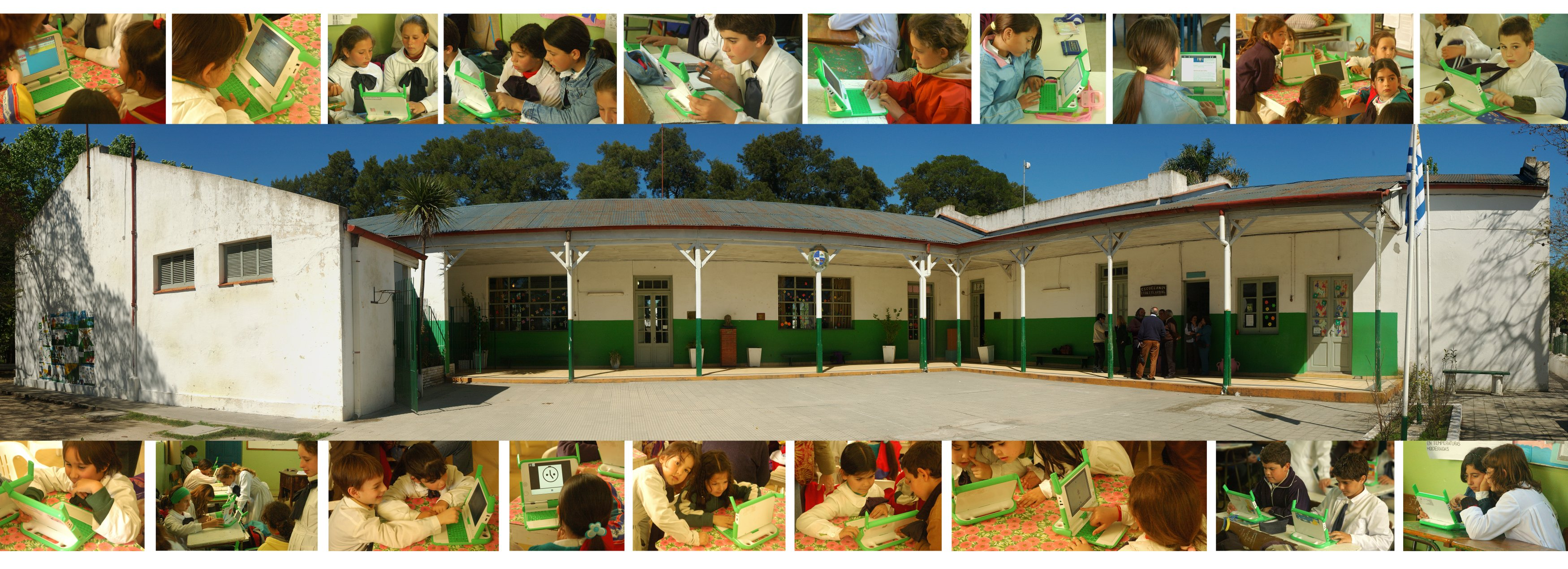
Panorama de l'Escola Itàlia (Cardal, Florida) i fotos dels nens amb els equips (octubre de 2007 - Fotos: Fernando da Rosa).

El Ceibal és un projecte socioeducatiu de la Uruguai. Creat pel decret del 18 de l'abril de l'any 2007 va néixer «amb la finalitat de fer estudis, avaluacions i les accions que calgui per proporcionar un ordinador portàtil a cada nen en edat escolar i per a cada mestre de l'escola pública, així com capacitar els docents en l'ús d'aquesta eina, i promoure l'elaboració de propostes educatives que hi coadjuvin». La sigla Ceibal és un retroacrónim que significa "Connectivitat Educativa d'Informàtica Bàsica per a l'Aprenentatge en Línia" 
Sense precedents al món pel seu abast nacional, el pla va permetre que tots els nens dels centres d'educació estatals rebin una computadora portàtil amb connexió sense fil (Wi-Fi), tant dins com fora de l'aula, brindant així connectivitat a centres educatius i els seus entorns en tot el territori de l'Uruguai. Aquests centres educatius es van anant equipant amb xarxes wifi especials (Wi-Fi Mac -xarxes wifi tan sols pensades perquè es connectin equips que el router tingui registrada l'adreça MAC de l'equip que es connecta, en el que es denomina Blacklist-), solament pensada perquè es connectin equips OLPC. El pla es va inspirar en el projecte One Laptop per Child presentat per Nicholas Negroponte en el Fòrum Econòmic Mundial de 2005.
El pla és part del "Pla d'inclusió i accés a la societat de la informació i el coneixement", que va integrar l'agenda del govern, per a ser aplicat en l'àmbit de l'ANEP. El pla ha obtingut gran fama internacional des dels seus inicis, ja que l'Uruguai és el primer país del món en completar un pla semblant.

## Objectius
El Ceibal cerca promoure la inclusió digital amb la finalitat de disminuir la bretxa digital existent entre els ciutadans uruguaians com les diferències respecte als altres països de la regió. Emperò, tan sols amb la inclusió de tecnologia a les escoles no assegura el compliment de la de la meta si no és acompanyada d'una proposta educativa acord als nous requeriments, tant per a mestres, com per als seus alumnes i les seves famílies.
És així que el pla es basa en un complet sistema que cerca garantir l'ús dels recursos tecnològics, la formació docent i l'elaboració de continguts adequats, a més a més de la participació familiar i social.
Els principis estratègics que tanquem aquest projecte són: equitat; igualtat d'oportunitats per a tots el nens i de tots els joves; democratització del coneixements; la disponibilitat d'útils per aprendre; i un millor aprenentatge, no només pel que fa a l'educació que s'imparteix dins s'Escola, sinó també en aprendre per si mateix a utilitzar la tecnologia moderna.

## Objectius generals
Contribuir a la millora de la qualitat educativa mitjançant la integració de tecnologia a l'aula, al centre escolar i al nucli familiar.
Promoure la igualtat d'oportunitats per tots els alumnes d'educació primària, dotant-los d'un ordinador portàtil per a cada nen i cada mestre.
Desenvolupar una cultura col·laborativa en quatre línies: nen-nen, nen-mestre, mestre-mestre, y nen-família-escola.
Promoure la literacitat i criticitat electrònica en la comunitat pedagògica, atenent a principis ètics.

## Objectius específics
Promoure l'ús integrat de l'ordinador portàtil com a suport a les propostes pedagògiques de l'aula i del centre escolar.
Aconseguir que la formació i actualització dels docents, tant a l'àrea tècnica com a la pedagògica, possibilitin l'ús educatiu dels nous recursos.
Produir recursos educatius amb recolzo en la tecnologia disponible.
Propiciar la implicació i apropiació de la innovació per part dels docents.
Generar sistemes de suport i assistència tècnica-pedagògica específica, destinada a les experiències escolars i assegurant el seu adequat desenvolupament.
Involucrar als pares en l'acompanyament i promoció d'un ús adequat i responsable de la tecnologia, per al benefici i la família.
Promoure la participació de tots els involucrats en la producció d'informació rellevant per a la presa de decisions.

## Etapes
2007
A l'abril el Decret presidencial 144/007 dona una puntada de peu inicial per a proporcionar a cada escolar i mestre d'escola pública un ordinador portàtil, capacitar als docents en el seu ús, i promoure l'elaboració de propostes educatives.
Al maig es dona inici a una prova pilot a Vila Cardal (departament de Florida), amb l'engegada per a 150 alumnes i els seus professors. Vila Cardal és un poble de 1.290 habitants i tan sols una escola de 150 nens. Per aquesta etapa s'utilitzen equips que foren donats per l'OLPC.
A l'octubre s'adjudiquen mitjançant un procés licitatori, la compra de 100.000 portàtils XO de OLPC i 200 servidors.
A fins del 2007, tots el nens i mestres del departament de Florida compten amb la seva portàtil.
2008
Abans de la fi de cursos es lliuren més de 175.000 portàtils, completant així tot el país excepte els departaments de Canelones, la capital Montevideo i la seva àrea metropolitana.
En setembre el Pla Ceibal i la Teletón (Uruguaï) signen un conveni per a realitzar adaptacions dels portàtils del Pla perquè els nens que presenten alguna mena de discapacitat motriu puguin fer ús de l'eina.
Al mes de desembre es crea el portal educatiu del Pla Ceibal.
2009
A l'abril es comença a treballar amb petites empreses de l'interior del país per a brindar suport tècnic descentralitzat, en el marc del projecte Rayuela amb el Banc Interamericà pel Desenvolupament y DINAPYME.
Al juny es comença a treballar en conjunt amb l'Administració Nacional d'Educació Pública en la formació on-line.
En juny es realitza el primer estudi a nivell nacional d'avaluació i monitoreiq del Pla Ceibal.
A l'agost arriben els portàtils per a escoles privades.
A l'agost es comencen a lliurar ordinadors portàtils per a nens amb discapacitats visuals.
A l'octubre s'acaba de completar el pla en la resta de Canelones, Montevideo i la seva àrea metropolitana, i amb això tots els nens i mestres del país compten amb la seva portàtil, abastant un total de més de 350.000 nens i 16.000 mestres.
2010
Al maig en comença a treballar amb les aules Ceibal d'empreses privades, com a part de la seva RSE.
Al novembre comença el pla pilot de robòtica.
A l'octubre el Pla Ceibal comença la seva segona etapa lliurant portàtils als alumnes del cicle bàsic d'educació secundària i alumnes de l'UTU.
2011
Al març el Pla Ceibal comença una nova i ambiciosa etapa introduint portàtils a tots els estudiants del jardins d'infants.
A l'agost comença el programa de preguntes i de respostes del Pla Ceibal, SABELO!
2012
Al maig de 2012 en complir-se cinc anys del naixement de Pla es realitza un acte a Vila Cardal VIDEO 5 anys Pla Ceibal.
	Durant aquest període el Pla va continuar creixent i es va 	consolidant els objectius inicials. En el següent link s'aprecia una infografia sobre els resultats del CEIBAL el 2012.
	http://ceibal.edu.uy/Articulos/Paginas/ceibalometro-2012.aspx Arxivat 2014-02-14 a Wayback Machine.

## Organització
La implementació i la coordinació central del Pla està a càrrec del Centre Ceibal, creat per la llei 18.640 al gener del 2012 com a persona pública no estatal, i amb la finalitat de promocionar els programes de suport a l'educació pública. El seu Consell de Direcció està integrat per Miguel Brechener com a President i en representació del Poder Executiu, Luís Garibaldi en representació del Ministeri d'Educació i Cultura (MEC), Héctor Florit en representació de l'Administració Nacional d'Educació Pública (ANEP), i Michael Borchard en representació del Ministeri d'Economia i Finances (MEF).

## RAP-Ceibal
La Xarxa de Suport al Ceibal (RAP-Ceibal) va ser creada per impulsar el desenvolupament del Pla. Aquesta compta amb voluntaris en tot l'Uruguai i treballa en grups formats en cada localitat. Els seus integrants són voluntaris i no requereixen coneixements informàtics. L'objectiu de la Xarxa és col·laborar a través de diferents modalitats: participar del lliurament dels equips, realitzar activitats amb els pares i familiars, desenvolupar aspectes tècnics, ajudar els nens a donar els seus primers passos amb els equips, entre d'altres.

## Efectes
Un dels efectes més obvis és la millora en els rànquings internacionals de "preparació tecnològica" d'Uruguai. L'índex Network Readiness Index (NRI) del Fòrum Econòmic Mundial va pujar de 3.67 punts en 2006-200722 a 4.28 punts en 2011-201223. Amb això Uruguai va passar del lloc 60 en la llista al 44 superant a països de la regió com Brasil, Mèxic i Costa Rica.
Frank William La Rue, relator especial de l'ONU per a la llibertat d'opinió i expressió, va afirmar en la seva visita a Uruguai que el Ceibal és "un gran exemple per al món". Al seu torn l'especialista va assenyalar que si el Ceibal manté el seu abast durant dues generacions més, llavors Uruguai tindrà la població amb els millors indicadors educatius del continent.

## Premis
El Ceibal ha estat premiat per la seva gestió i assoliments amb diversos guardons internacionals:
- Bronze en Premi Nacional de Qualitat pel Compromís amb la Gestió Pública a causa del treball que va realitzar Pla Ceibal brindant connectivitat i suport a les xarxes de connectivitat, Institut Nacional de Qualitat INACAL, Uruguai, octubre 2012.[6]
- Premi Frida en categoria “Accés”, lliurat per LACNIC,IDRC i ISCO en la categoria “Accés”, Buenos Aires, Octubre 2011.[7]
- 1r Premi a la Capacitat de Desenvolupament, lliurat pel PNUD - Programa de les Nacions Unides per al Desenvolupament en la “Fira de coneixement”, Marrakech el Marroc, març 2010.[8]
- 1r Premi a la Gestió Pública, lliurat per la *GEALC – Xarxa de Líders de Govern Electrònic d'Amèrica Llatina i el Carib “ExcelGob08”, Montevideo Uruguai, març 2009.[9]
- 1r Premi al Compromís amb les metes del mil·lenni, Lliurat per la GEALC - Xarxa de Líders de Govern Electrònic d'Amèrica Llatina i el Carib "ExcelGob08", Montevideo Uruguai, març 2009.

## Cooperació internacional
Ceibal ha creat l'àrea de Serveis a l'Exterior com a vehicle per compartir el seu coneixement amb els països del món que desitgin desenvolupar projectes d'inclusió de tecnologies en l'educació. El primer lloc que va rebre suport i assessorament va ser la regió autònoma de Karabaj 29 30, però al dia d'avui ja compten amb diversos assessoraments i casos d'èxit.

## Robòtica educativa
El projecte de robòtica del Ceibal busca potenciar l'ús de tecnologies col·locant a l'abast dels alumnes eines tecnològiques que permetin l'armat de Robots (dispositius físics externs a la computadora controlats per aquesta) i, a través d'ells, treballar en diferents àrees d'aprenentatge de forma conjunta. A través de la laptop es programa el funcionament del Robot, perquè l'alumne desenvolupi el raonament lògic mitjançant la resolució de problemes i el disseny de solucions. El 26 de setembre de 2012 va culminar el lliurament de kits en tots els liceus de cicle bàsic de l'Uruguai (Liceu i UTU). Quant a Primària, s'han lliurat kits en totes les escoles de temps complet de tot el país, amb la capacitació corresponent a les mestres d'aquests centres.
Respecte al projecte de robòtica educativa 2013, Miguel Brechner va afirmar en entrevista amb L'Espectador que “en primària només hem fet fins ara robòtica en escoles de temps complet però pel 2013 anem a veure com fer l'experiència en escoles de temps normal”.

## Ciència Mòbil: Sensors
El projecte "Ciència Mòbil" del Pla Ceibal té per objectiu enfortir la ciència a l'aula i l'ús de tecnologies. S'utilitzen sensors connectats amb les XO per poder realitzar activitats d'experimentació que involucraran nous entorns i elements que permetin apropar la ciència als estudiants.

## Expo Aprèn
Expo Aprèn Ceibal és una mostra de coneixement que recull, documenta i comparteix experiències de bones pràctiques i lliçons apreses durant anys d'execució de Pla Ceibal, dutes a terme en conjunt amb docents, educadors, voluntaris i col·laboradors. La mostra té per objectiu propiciar l'intercanvi entre diverses experiències d'integració de tecnologies associades a Pla Ceibal a partir de pràctiques concretes que impulsen transformacions a nivell educatiu o de desenvolupament en comunitats.

## Controvèrsia

### Ineficàcia econòmica
La revista britànica The Economist traça en la seva última edició un balanç del Ceibal que s'aplica a Uruguai a qui qualifica de "projecte pioner" encara que de resultat incert i amb diversos problemes d'execució. Segons la revista, 380.000 escolars van rebre el seu "portàtil", model desenvolupat per "Una laptop per nen", una ONG de Massachusetts. Diu que això va representar un cost equivalent al 5% del pressupost total de l'educació.
No obstant això, es pregunta The Economist si els diners invertits en aquest pla està ben usat i tot seguit enumera alguns dels entrebancs sorgits durant la seva execució. Així, informa que les primeres 50.000 ordinadors van arribar amb el seu programari en anglès, no en espanyol, i que moltes de les màquines-la meitat en el cas de l'escola 95 de Montevideo, que pren com a exemple-estan trencades.
Explica que el major problema tècnic és la connectivitat, segons un informe del mes passat elaborat pel govern que indica que, en un 70% de les escoles primàries, només la meitat de les "portàtils" poden treballar en forma simultània i que dos cada cinc escoles rurals no tenen connexió. Diu que això obliga a traslladar els estudiants amb autobús a altres llocs perquè puguin retre exàmens. Un altre dels problemes que planteja el Pla Ceibal, expressa The Economist, és que la majoria dels mestres uruguaians-amb alt mitjana d'edat, precisament troben dificultats per manejar-se amb la nova tecnologia.
L'article periodístic es tanca amb una exhortació a considerar el Ceibal més com un mitjà per millorar l'educació que com un fi en si mateix.

### Ineficàcia educacional
El BID va analitzar la incidència dels ordinadors en l'educació i va criticar el Ceibal. Va ressaltar la necessitat de capacitar als docents i ha afirmat que "dotar els planters de més màquines farà poc per millorar la qualitat de l'ensenyament".
L'informe "Escoles i ordinadors: per què els governs han de fer la seva tasca", del Banc Interamericà de Desenvolupament (BID) afirma que "dotar els planters educatius de més ordinadors farà poc per millorar la qualitat de l'ensenyament a Amèrica Llatina i el Carib, a menys que els països inverteixin en la capacitació dels docents i en el programari educatiu ".
L'estudi del BID planteja fins i tot una "versió millorada" del Pla Ceibal que "és semblant al programa estàndard d'un ordinador portàtil per estudiant, però es diferencia en la intensitat de la capacitació que s'imparteix als docents i inclou l'ús de programari didàctic ".
L'ús de les tecnologies de la informació i comunicacions (TIC) en l'educació "pot ser molt costós i pot excloure importants programes alternatius que ja registren resultats significatius", indica Alberto Chong, coordinador general de l'esmentat estudi.
Segons la mateixa lletra de l'informe, "els països no poden pensar que van a millorar l'aprenentatge dels alumnes simplement creant accés a ordinadors. La qualitat en l'ús és crucial".
Els investigadors van realitzar assaigs de control sobre diversos projectes de TIC a la regió i van descobrir que "a penes el 14%" dels projectes inclosos a la mostra es van beneficiar "considerablement" de l'adopció de les computadores, mentre que el 57% va obtenir "beneficis parcials "i el 29%" un benefici mínim "en comptar amb aquestes eines per als alumnes en les aules.
L'informe afegeix un apèndix de "lliçons apreses sobre l'ús dels ordinadors en l'educació" en què afirma que "hi ha incerteses importants pel que fa als efectes potencials de programes d'àmplia distribució d'ordinadors portàtils a alumnes", ja que "els programes que passen per alt la formació dels docents i el desenvolupament de programes de programari poden produir baixos resultats ".
El BID determina a més que si els nens "no tenen una supervisió constant d'adults a la llar, poden passar més temps fent servir els seus ordinadors de formes que no contribueixen a la seva formació, en comptes de fer les seves tasques".
En contrapartida, afirma que una inversió menor i més efectiva és la de les aules d'informàtica. "Donar-li als alumnes capacitació per a l'ús d'ordinadors durant una o dues hores per setmana ha tingut efectes positius en l'aprenentatge i les oportunitats d'ocupació. Aquesta pot ser una inversió més barata, especialment per als països amb recursos limitats", afegeix.
Pel que fa a costos mitjana, crear i mantenir un "laboratori de computació" en un centre educatiu costa aproximadament US $ 23 per alumne a Amèrica Llatina; "molt per sota dels US $ 217 per alumne que costa un programa que dota a cada nen d'un ordinador ", afirma el document.
Potser l'únic punt de l'informe en què el Pla Ceibal surt guanyant és el que afirma que "l'ús de programari d'ensenyament per ordinador en escoles, per millorar la seva educació en matemàtiques, ha demostrat produir resultats prometedors en la regió".

### La baixa seguretat i el perill de la pornografia
Des dels inicis del Ceibal, han sorgit diverses queixes a causa de la baixa seguretat que oferien les computadores lliurades. Una d'elles va ser la d'una mestra a la localitat del Sauce (Canelones) que va dir haver-se adonat que una de les seves alumnes estava veient pornografia en plena classe.
La mestra de la nena de 9 anys, de l'Escola 109 de Sauce concedir un reportatge a José Abel Zarza (Revista Codi 3) i després es va comentar el tema en el seu programa Carrusel de l'Esperança a Fm Somnis de Sauce.
La docent relat que la nena utilitzava l'ordinador del Ceibal XO per baixar jocs encara que en molts dels casos no tenen un cap pedagògic, però a la meitat del joc li va aparèixer una proposta pornogràfica. Un altre cas va ser quan els nens estaven baixant una pel·lícula anomenada "el llibre de la selva" i de la meitat cap al final apareixien nens nus.
Un altre va ser el cas d'estar gravant una cançó vila borratxa, i en la meitat de la cançó els apareixen imatges pornogràfiques "relat la mestra. Continua la docent relatant "un dia estàvem jugant amb l'ordinador, i vaig observar un moviment estrany en el grup com una mena de papalloneig estrany, com que estaven amagant alguna cosa"
"Era una nena de 9 anys" relata la mestra i la vaig enviar a un altre saló i vaig tractar de mirar el que estaven buscant, i resulta que les imatges que tenia a l'ordinador Ceibalita eren de sexe oral, específicament era això "va comentar la mestra i afegeix "després que vaig descobrir això, tots van començar a dir que fulano entrava a aquest pàgina i veu tal cosa, un altre entra a una altra pàgina veu tal altra cosa"
Arribo a descriure el relat que un nen li va fer "no només podis entres a carreres de cotxes i motos, sinó que directament poses fotos pornos", jo li vaig preguntar, "però el teu nen pots entrar a això", em va dir "si mestra"
El periodista Esbarzer preguntar a la mestra: no hi ha un filtre per impedir que vegin pornografia? "No, les XO no tenen aquest filtre, en l'únic lloc que no es pot entrar, perquè li surt 'accés restringit' és als temes militars, als temes de la Nasa i de la Presidència de la República, però als altres es pot entrar a tot el que el nen vulgui "
"Quan vaig veure. que aquesta nena de 9 anys que tenia imatges completament de sexe oral explícit a la classe no ho podia creure, però els altres nens em deien que ella sempre busca, i que l'altre dia tenia una imatge on hi havia una relació sexual en moviment, i la dona es va pujar sobre de l'home i li va fer pichi sobre "
La docent se sent traïda en dir "mai vaig pensar que un nen em pogués trair d'aquesta manera, jo vaig pensar que jugaven. Jo hagués preferit que l'ordinador veritablement fos una eina "perquè" abans el nen que buscava pornografia havia d'anar al Cyber i pagar, ara té la pornografia baix del braç a l'ordinador Ceibal de l'Escola.
"Si vostè es posa nu en una plaça, el porten pres però a l'ordinador ara estan veient això" diu desanimada la mestra. "Hi ha testimonis de gent que va veure a persones grans indicant-li als nens com fer per veure imatges porno, i els nens de segon any ja tenen perícia per buscar"
"Jo vaig trucar al INAU i em van dir que no podien fer res, que cridés a Primària i Primària em va dir que no pot fer res, que truqués al Parlament i allà vaig parlar amb qui suposadament protegeixen el menor ia l'adolescent i em diuen que no podien fer res, però mai em van donar nom de qui em va atendre, era una secretària, i fins i tot em deixaven esperant escoltant una música al telèfon "
"També vaig trucar a la Comuna Canària i em van dir que havia de fer una denúncia a Primària, vaig arribar a la conclusió que a ningú li importa res, només mostrar que regalen aquestes computadores"
"Ara tinc un altre problema, en les vacances l'escola ha de deixar pres el servidor perquè no es pot apagar, jo em pregunto qui va a tenir cura dels nens a l'estiu venen a l'escola a utilitzar el servidor", no només entren nens, de tarda entren pares i adolescents i joves de liceu. Què pot passar amb aquests nens que hi són i aquests adolescents que no té control? Com puc verificar si no hi ha una violació un dia d'aquests en el fons de l'escola ", diu la mestra preocupada.
"A la nena li van confiscar la computadora XO Ceibal esperant que vingui la mare a buscar-la. Jo no se si la mare se sent culpable o això també es veu a la casa, o si no està assabentada, perquè potser la nena no li va dir res, però no va venir a buscar-la fins ara "explica la mestra," i són com 4 o 5 germans i tots tenen un ordinador a casa seva "
Fem una crida al LATU i demanem amb la secció del pla Ceibal i ens va atendre una senyoreta de nom Claudia, a la qual li demanem contactar amb el director, perquè fa un any LATU anunciar que hi havia un filtre remot que impedirà que es pugui accedir a aquest tipus de pàgines pornogràfiques en les ceibalitas. La jove Claudia es va mostrar molt sorpresa, i ens va dir que el director es trobava en una reunió i que ens cridaria a la brevetat. Mai va tornar a trucar a l'Escola ni a la mestra.